# Per sobre de tot
Per sobre de tot (títol original en anglès Love Field) és una pel·lícula estatunidenca dirigida per Jonathan Kaplan, estrenada el 1992 i doblada al català.

## Argument
El 22 de novembre de 1963, va tenir lloc en Dallas l'assassinat de J.F. Kennedy, President dels Estats Units. Lurene Hallett Michelle Pfeiffer) és un mestressa de casa que admira Jacqueline Kennedy. Entristida per l'assassinat del president, decideix assistir al funeral a Washington D.C., malgrat la prohibició del seu marit Ray. Hi va en autobus i durant el trajecte coneix a un home negre, Paul Cater, que viatja amb una nena trista, Jonell, i silenciosa, la qual cosa la porta a sospitar que es tracta d'un segrest. Lurene s`hi embolica, i el resultat és que els tres acaben havent de fugir de la policia.

## Repartiment
- Michelle Pfeiffer: Lurene Hallett
- Dennis Haysbert: Paul Cater
- Stephanie McFadden: Jonell
- Brian Kerwin: Ray Hallett
- Louise Latham: Mrs. Enright
- Peggy Rea: Mrs. Heisenbuttal
- Beth Grant: Hazel

## Premis i nominacions
L'any 1993 va estar nominada i va rebre els següents premis:
Premis
- Os de Plata a la millor interpretació femenina per Michelle Pfeiffer a la Berlinale

Nominacions
- Oscar a la millor actriu per Michelle Pfeiffer
- Os d'Or a la Berlinale per Jonathan Kaplan
- Globus d'Or a la millor actriu dramàtica per Michelle Pfeiffer